# Missões diplomáticas do Gana

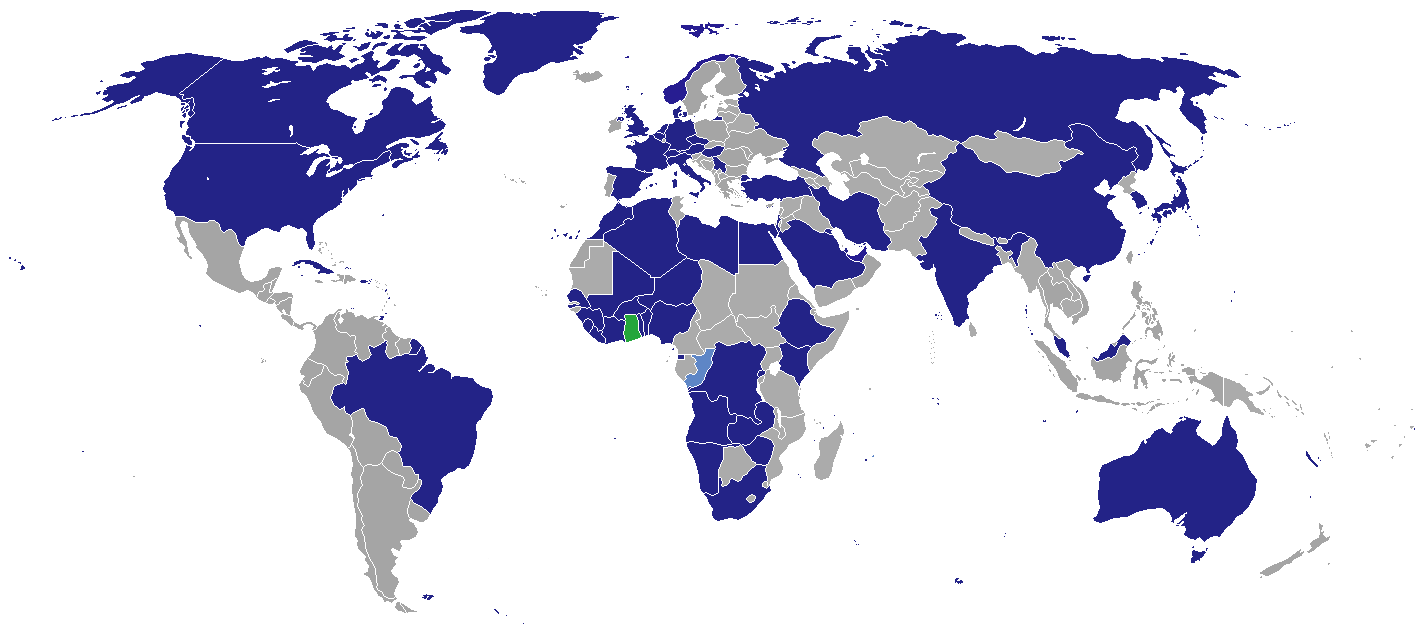
Missões diplomáticas de Gana.

Abaixo estão listadas as embaixadas e consulados de Gana:

## Europa

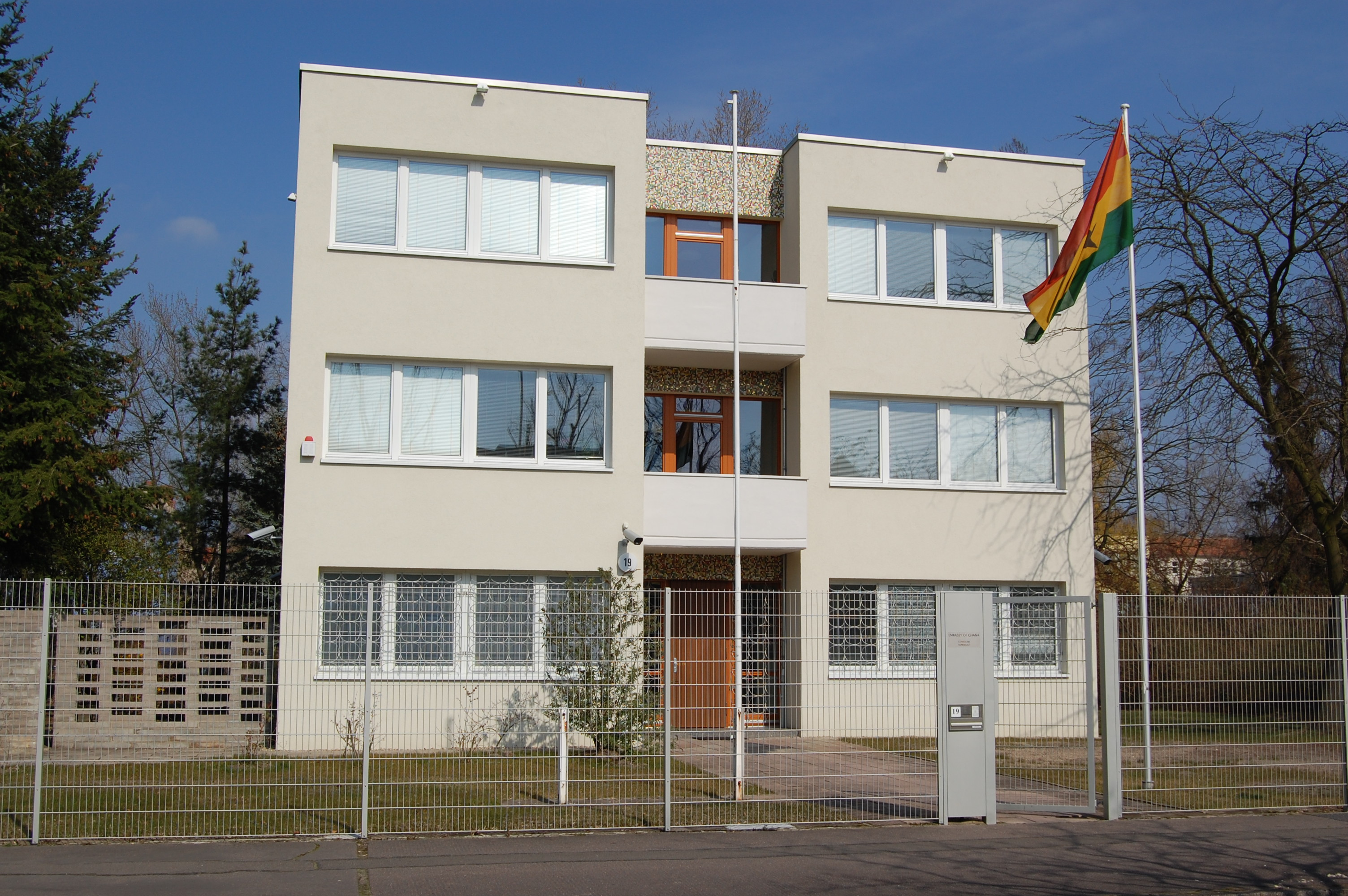
Embaixada de Gana em Berlim, Alemanha.

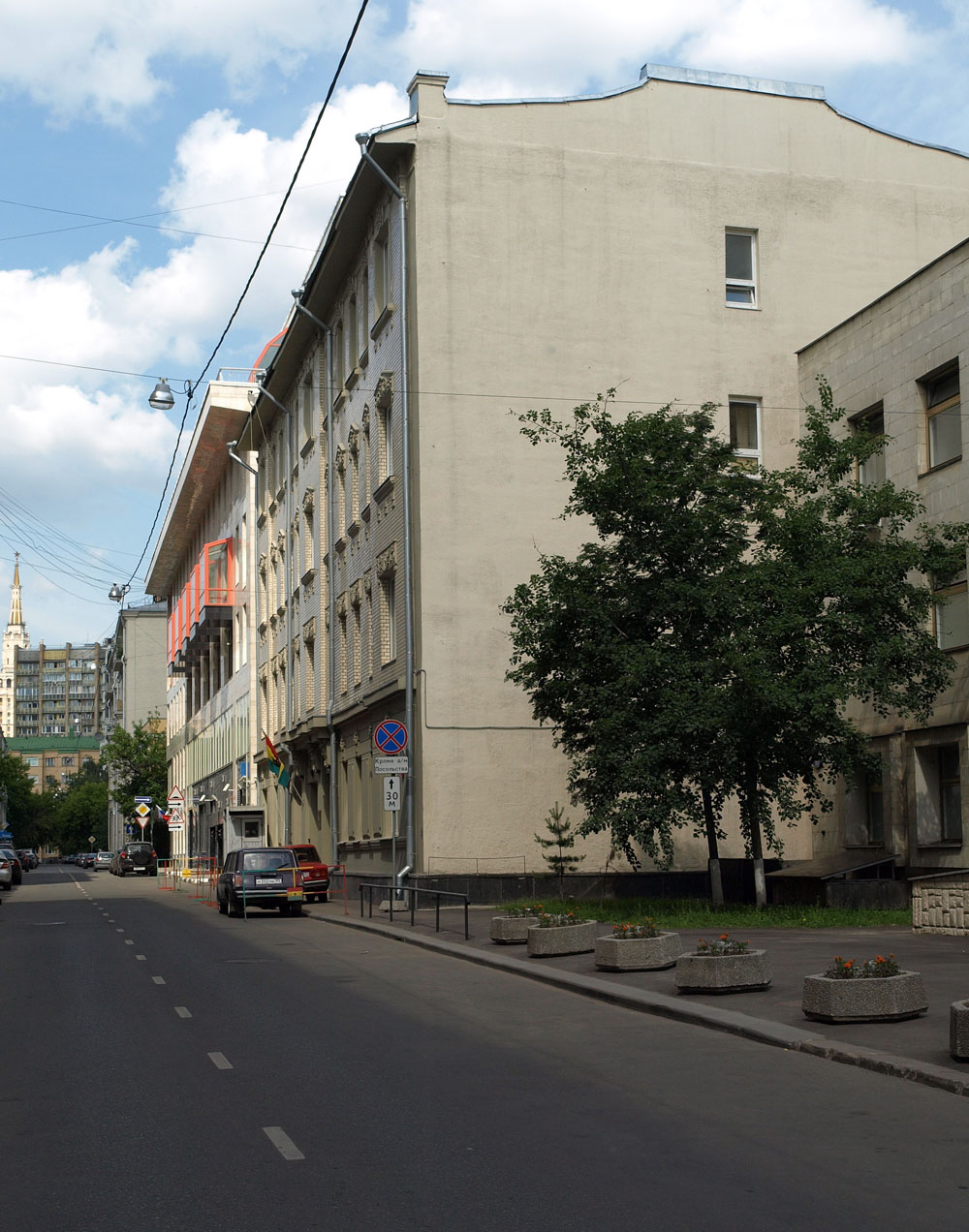
Embaixada de Gana em Moscou, Rússia.

- Alemanha
  - Berlim (Embaixada)
- Bélgica
  - Bruxelas (Embaixada)
- Espanha
  - Madrid (Embaixada)
- Dinamarca
  - Copenhague (Embaixada)
- França
  - Paris (Embaixada)
- Itália
  - Roma (Embaixada)
- Países Baixos
  - Haia (Embaixada)
- Chéquia
  - Praga (Embaixada)
- Rússia
  - Moscou (Embaixada)
- Sérvia
  - Belgrado (Embaixada)
- Suíça 
  - Berna (Embaixada)
- Reino Unido
  - Londres (Alta comissão)

## América

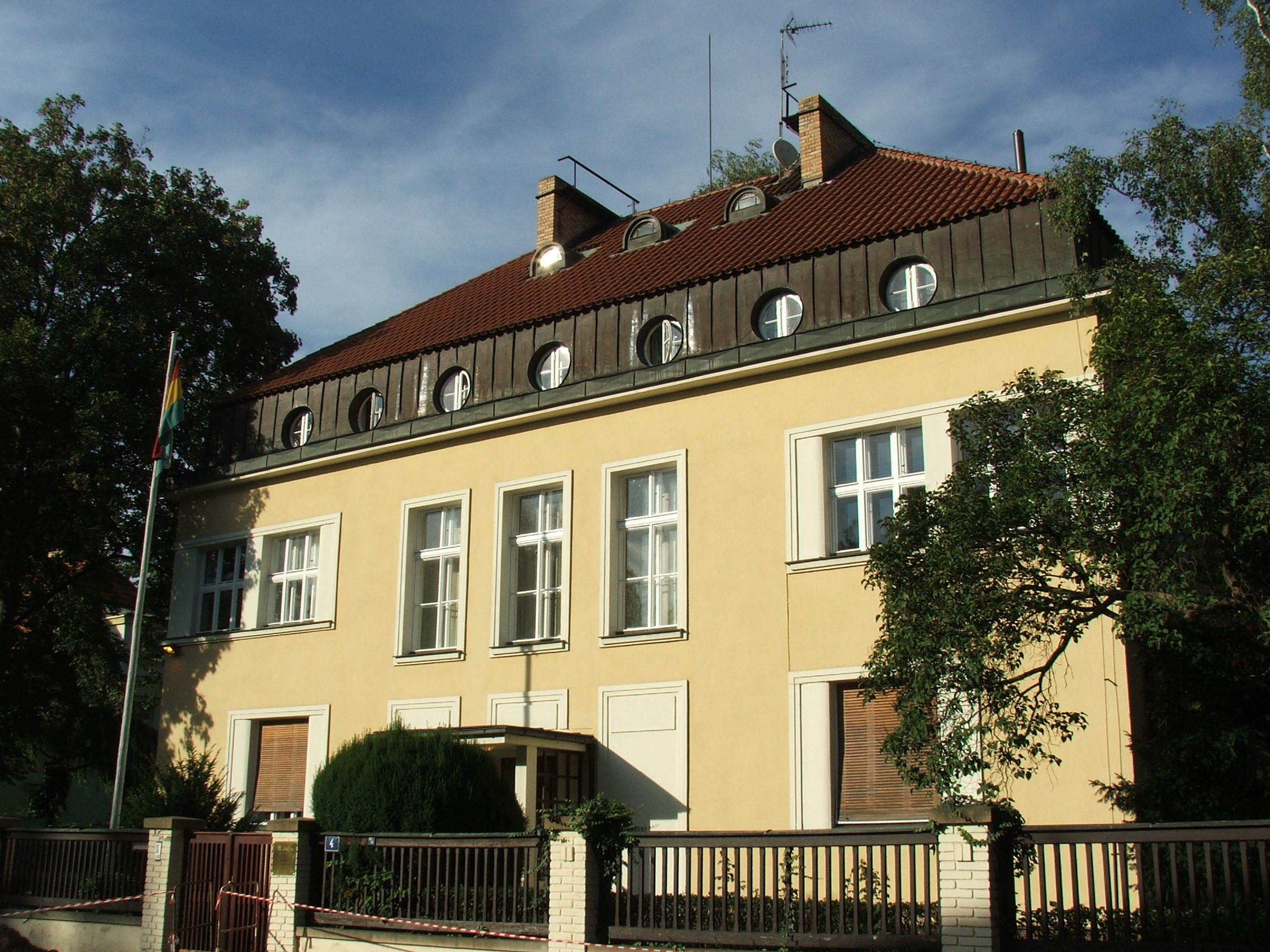
Embaixada de Gana em Praga, República Tcheca.

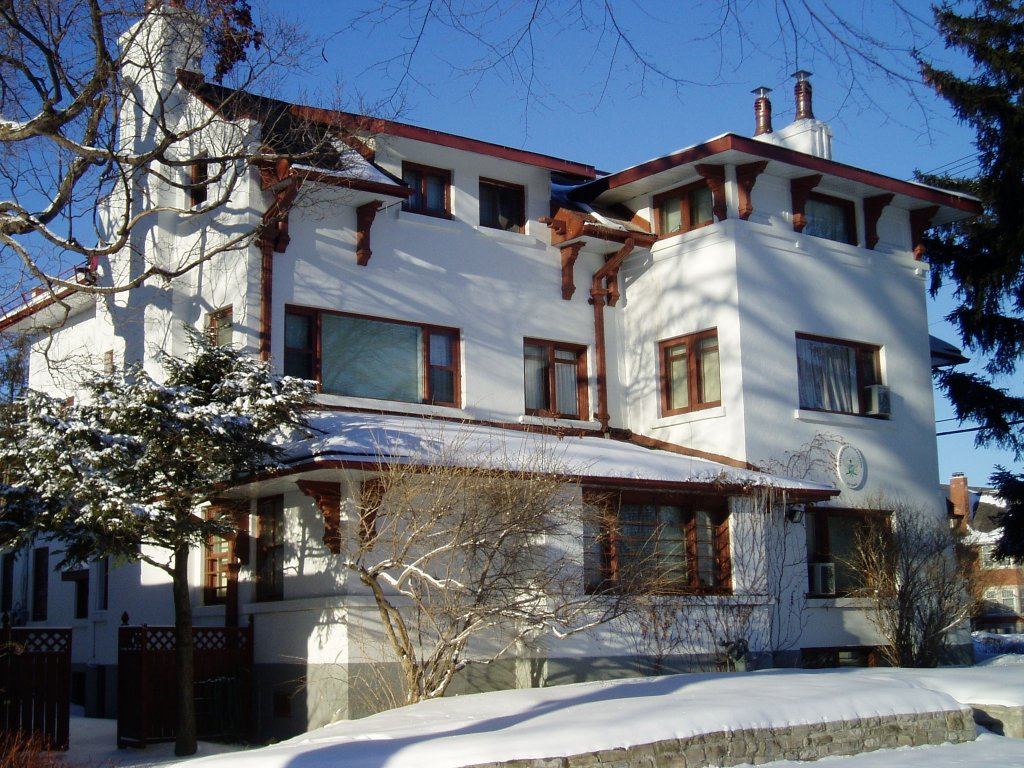
Embaixada de Gana em Ottawa, Canadá.

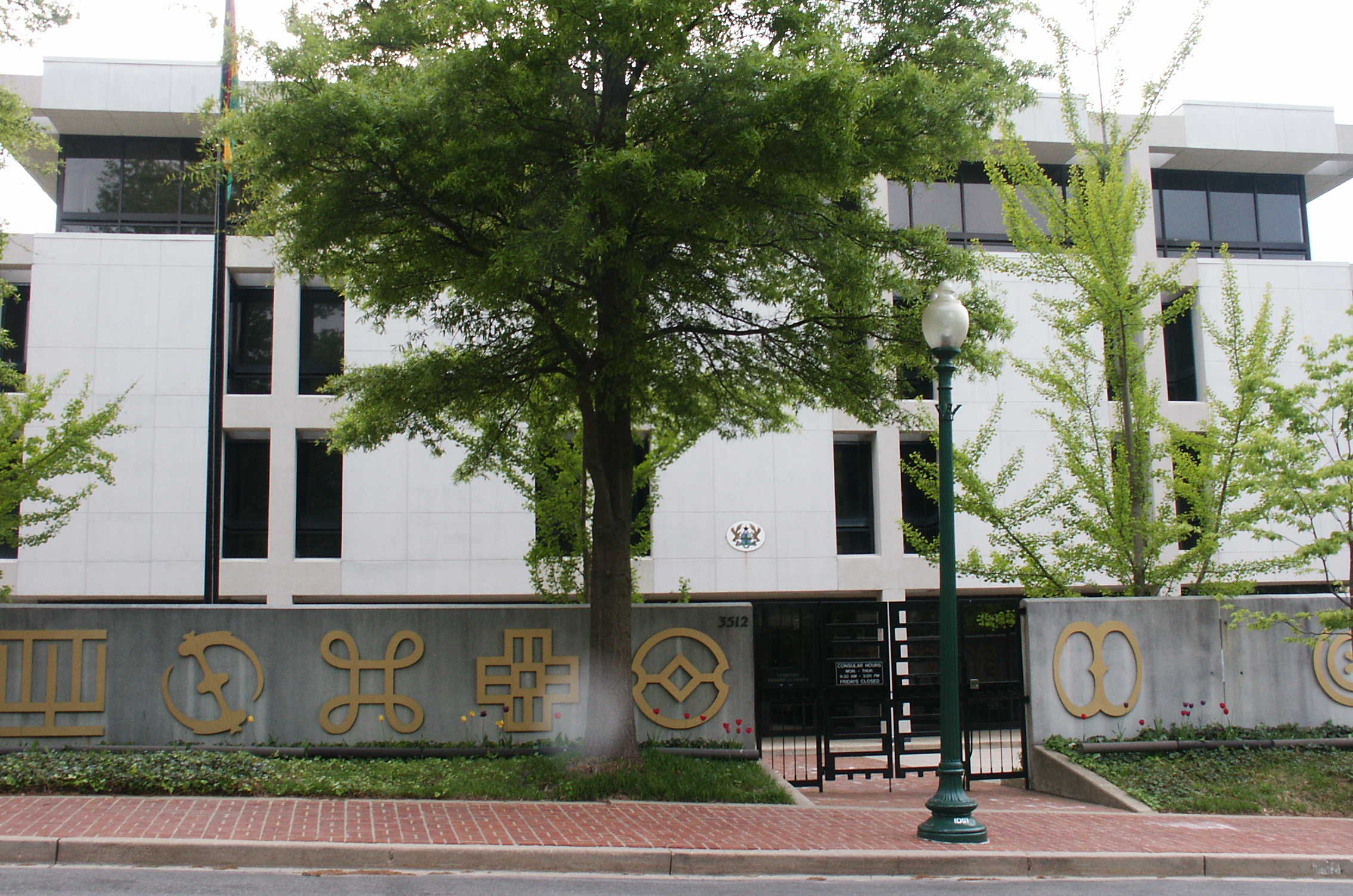
Embaixada de Gana em Washington DC, EUA.

- Brasil
  - Brasília (Embaixada)
- Canadá
  - Ottawa (Alta comissão)
- Cuba
  - Havana (Embaixada)
- Estados Unidos
  - Washington D.C. (Embaixada)

## África
- África do Sul
  - Pretória (Alta comissão)
- Argélia
  - Argel (Embaixada)
- Angola
  - Luanda (Embaixada)
- Benim
  - Cotonou (Embaixada)
- Burquina Fasso
  - Ouagadougou (Embaixada)
- Costa do Marfim
  - Abidjã (Embassy)
- Egito
  - Cairo (Embaixada)
- Guiné Equatorial
  - Malabo (Embaixada)
- Etiópia
  - Adis-Abeba (Embaixada)
- Guiné
  - Conacri (Embaixada)
- Libéria
  - Monróvia (Embaixada)
- Líbia
  - Trípoli (Embaixada)
- Mali
  - Bamako (Embaixada)
- Marrocos
  - Rabat (Embaixada)
- Namíbia
  - Windhoek (Alta comissão)
- Nigéria
  - Abuja (Alta comissão)
  - Lagos (Consulado-geral)
- República Democrática do Congo
  - Kinshasa (Embaixada)
- Senegal
  - Dacar (Embaixada)
- Serra Leoa
  - Freetown (Alta comissão)
- Togo
  - Lomé (Embaixada)
- Zimbabwe
  - Harare (Embaixada)

## Ásia

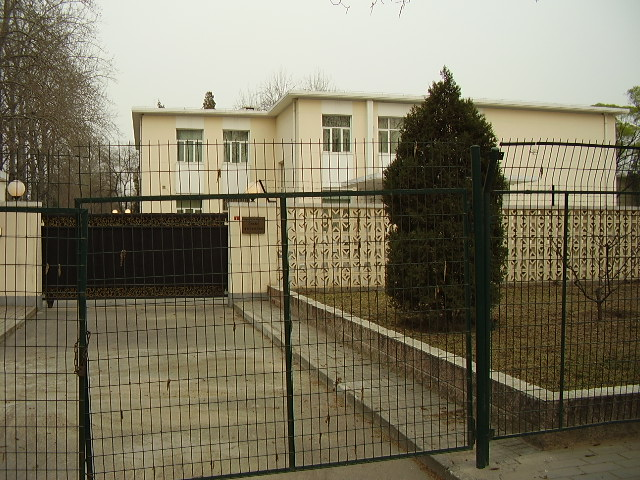
Embaixada de Gana em Pequim, China.

- Arábia Saudita
  - Riad (Embaixada)
  - Jeddah (Consulado-geral)
- China
  - Pequim (Embaixada)
- Índia
  - New Delhi (Alta comissão)
- Israel
  - Tel Aviv (Embaixada)
- Japão
  - Tóquio (Embaixada)
- Coreia do Sul
  - Seul (Embaixada)
- Malásia
  - Kuala Lumpur (Alta comissão)

## Oceania
- Austrália
  - Camberra (Alta comissão)

## Organizações multilaterais
- Bruxelas (Missão permanente de Gana ante a União Europeia)
- Genebra (Missão permanente de Gana ante as Nações Unidas)
- Nova Iorque (Missão permanente de Gana ante as Nações Unidas)